# Три англичанки за городом
«Три англичанки за городом» (англ. The Land Girls) — фильм 1998 года режиссёра Дэвида Лиленда.
Премьера состоялась 20 января 1998 года на кинофестивале Сандэнс в США. Анна Фрил за свою роль в фильме была номинирована на премию «Империя» в категории «Лучшая британская актриса».

## Сюжет
Три молодые англичанки Стелла, Эйг и Прю во время Второй мировой войны вступают в «Женскую армию Земли» и переезжают работать на ферму в Дорсет.

## В ролях
| Актёр            | Роль           |
| ---------------- | -------------- |
| Кэтрин Маккормак | Стелла         |
| Рэйчел Вайс      | Эйг            |
| Анна Фрил        | Прю            |
| Стивен Макинтош  | Джои Лоуренс   |
| Том Джорджесон   | мистер Лоуренс |
| Морин О’Брайен   | миссис Лоуренс |
| Люси Экхерст     | Джанет         |
| Джеральд Даун    | Рэтти          |
| Пол Беттани      | Филип          |

## Отзывы
Фильм получил преимущественно положительные отзывы кинокритиков. На сайте Rotten Tomatoes у фильма 61 % положительных рецензий из 18. Роджер Эберт оценил фильм в 2,5 звезды из 4-х.